# Дворец Алфераки
Дворец Н. Д. Алфераки — памятник архитектуры федерального значения в городе Таганроге Ростовской области. В нём находится музей — филиал Таганрогского государственного литературного и историко-архитектурного музея-заповедника.
Здание построено в 1848 году. Принадлежало крупному таганрогскому домовладельцу Н. Д. Алфераки. Автором проекта был профессор Петербургской академии художеств, архитектор Андрей Иванович Штакеншнейдер. Князь М. Г. Голицын, побывавший в Таганроге в 1857 году, писал:

В отношении великолепия в Таганроге есть дома, не уступающие царским палатам. Таков, например, дом известного богача, негоцианта Алфераки, стоящий, по уверению многих, внимательного осмотра по превосходным картинам, статуям, антикам и другим предметам художественной роскоши.

Архитектура дворца Алфераки представляет собой образец пышного южного необарокко. Здание украшают четыре коринфских колонны с классическими капителями. В центре фронтона помещен дворянский герб Алфераки. Крыша обрамлена балюстрадой. Внутри здания — мраморная лестница c 41 ступенями.  Выходная дверь на бельведер украшена пилястрами с классическими капителями. В парадный зал ведет легкая арка. Зал состоит из трех отделений. В  центральном отделении к центру потолка тянутся дуги, между которыми находятся фрески — медальоны из жизни версальских салонов эпохи Людовика XIV, XV и XVI: дамы и кавалеры в париках и роскошных костюмах. Орнаменты всех отделений зала выдержаны в стиле рококо.
Дворец Алфераки был центром культурной жизни города. Его хозяин давал здесь грандиозные балы, на которые приглашалось избранное таганрогское общество.
Рядом со дворцом, где жил Николай Дмитриевич Алфераки, был построен флигель коридорной системы. Там жили с учителями и гувернёрами сыновья старшего Алфераки – Николай, Ахиллес, Сергей и Михаил.
В конце 1870-х годов весь квартал с дворцом перешел во владение купцу Д. А. Негропонте, который распродал имение по частям. Дворец с садом купило купеческое общество для клуба «Коммерческое собрание». Во дворце устраивались концерты. На одном из них (концерт с участием профессора Петербургской консерватории Л. С. Ауэра и композитора С. И. Танеева) был  А. П. Чехов. Клуб посещал и П. И. Чайковский, когда был в Таганроге. Жизнь дворца, атмосфера его клуба, прогулки в саду запечатлены в рассказах Чехова «Ионыч», «Маска», «Моя жизнь».
В конце XIX века, 22 июня 1898 года, по инициативе А. П. Чехова в городе Таганроге был создан Историко-краеведческий музей. В первые годы Советской власти в здании дворца Алфераки размещались административные учреждения. В 1927 году здание дворца было передано краеведческому музею.

## Музей
В 1989—1996 годах в здании были проведены реставрационные работы. В 1995—1996 годах в музее создана ныне действующая экспозиция.
Экспозиция музея занимает 13 залов. Экспонаты разделены по коллекциям и представлены несколькими категориями: «Археология», «Металл», «Оружие», «Керамика», «Стекло», «Ткани», «Живопись», «Скульптура», «Нумизматика».
В археологической коллекции музея находится около 78 580 экспонатов. Экспозиция формировалась материалами раскопок памятников культуры каменного века на территории Северо-Восточного Приазовья. Часть археологических находки таганрогский музей получил в 1903 году в дар от Императорской Археологической комиссии.
Наиболее полными для юга России являются материалы музея из раскопок, относящихся палеолиту и неолиту. Материалы раскопок курганов в Северо-Восточном Приазовье, в районе междуречья Маныча и Сала, показывают заселение кочевых обществ в III—II тыс. до н. э. Материалы курганных погребений Неклиновского, Матвеево-Курганского и Куйбышевского районов представляют жизнь земледельческо-скотоводческих хозяйств в эпоху бронзового века.
В фонде музея представлены находки из кости, бронзы и камня. В музее представлены материалы раскопок Нижне-Гниловского городища, Танаиса, кургана у хутора Красный Кут, находки из Кобяковского могильника (I—II вв. н. э.), курганов у хутора Семёнкин Волгодонского района, Семикаракорского городища и др.
Находки XI—XIII веков у поселения Куричи показывают историю древнерусской колонизации Северо-Восточного Приазовья.
Материалы, касающиеся истории Золотой Орды, были найдены в могильнике у хутора Семёнкин, курганах на территории Неклиновского, Матвеево-Курганского и Цимлянского районов.

## Фотогалерея

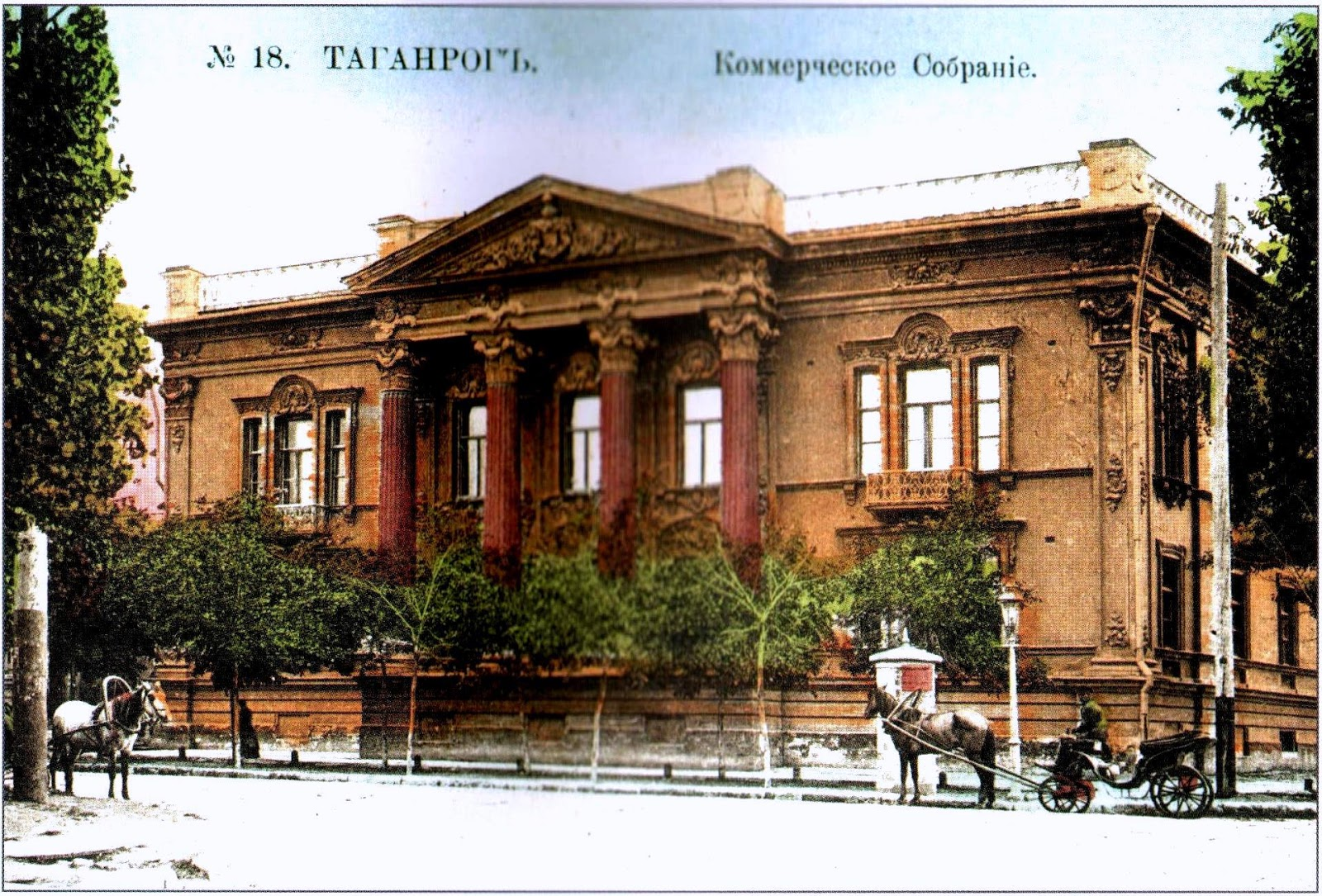
Дворец Алфераки, начало XX века
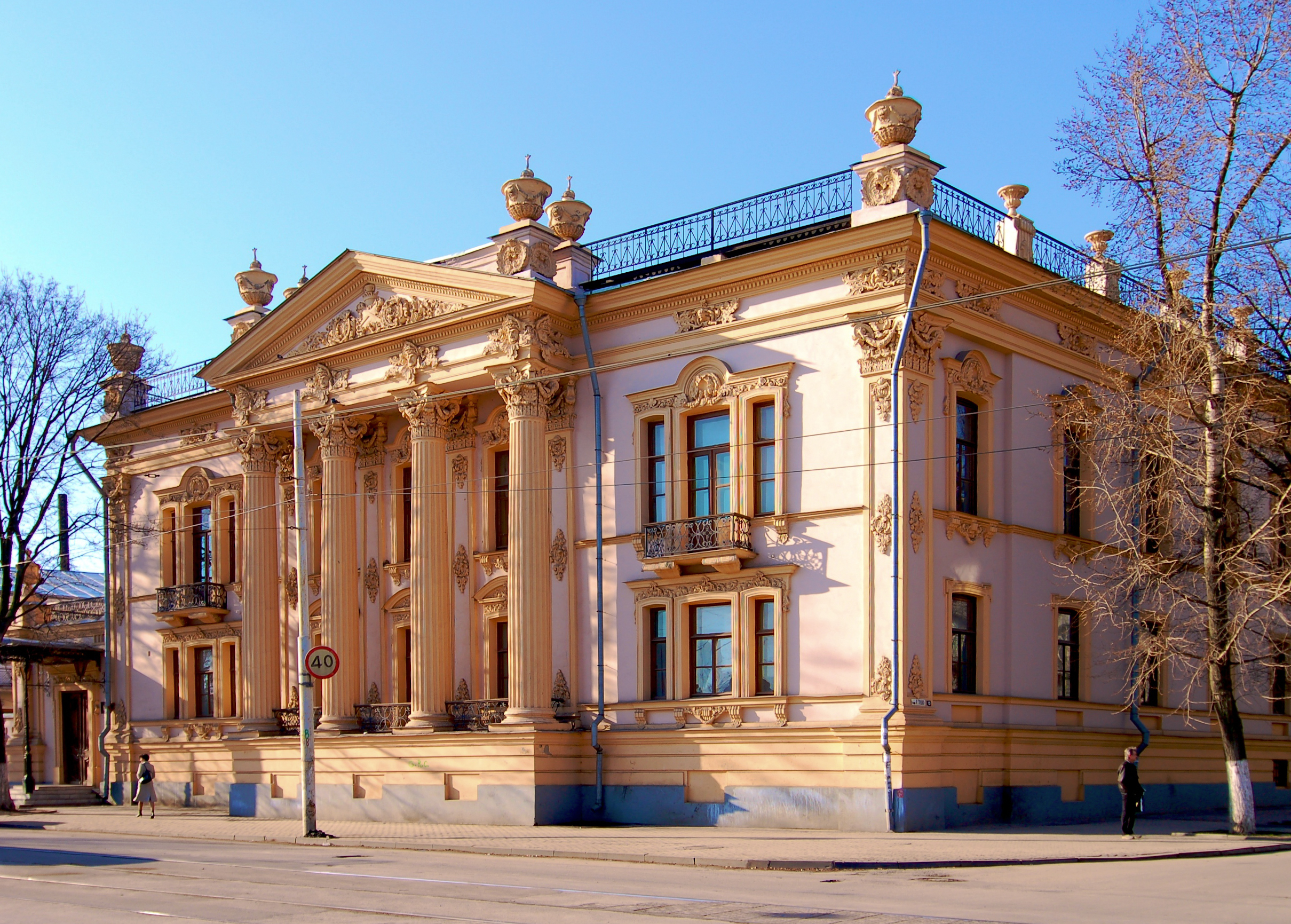
Дворец Алфераки, 2008 год
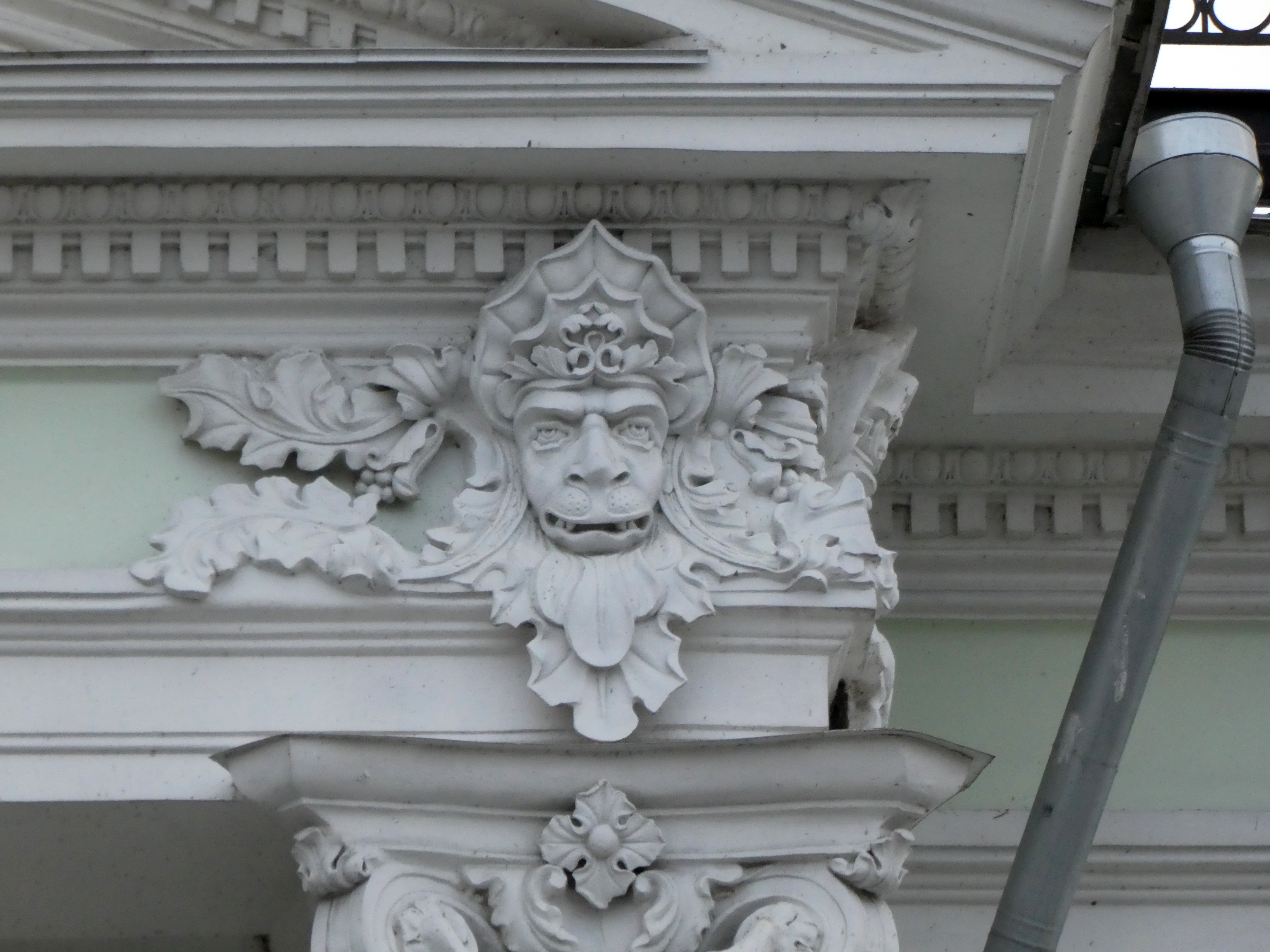
Маскарон на фасаде дворца Алфераки
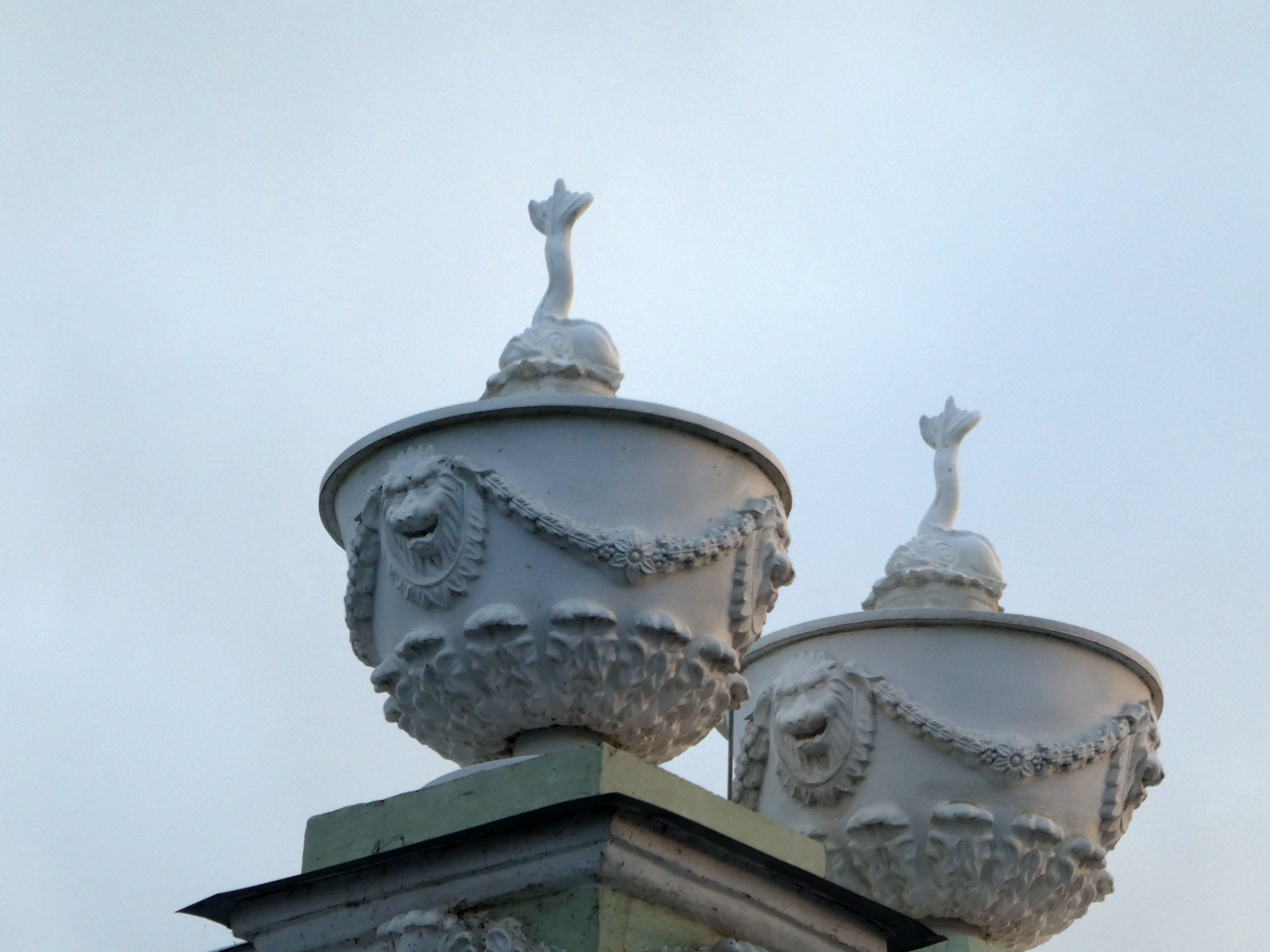
Вазоны на крыше здания